# Messerschmitt Me 261
Messerschmitt Me 261 Adolfine je bilo dvomotorno mornariško izvidniško letalo z dolgim dosegom, ki so ga razvili v nacistični Nemčiji ob koncu 1930ih.
Poganjala sta ga dva 24-valjna obratna V-motorja Daimler-Benz DB 610A/B 24 - vsak je bil sestavljen iz dveh 12-valjnih DB 605.

## Specifikacije (Me 261 V3)
Podatki iz Warplanes of the Third Reich
Splošne karakteristike
- Posadka: 7
- Dolžina: 16,68 m (54 ft 8¾ in)
- Razpon kril: 26,86 m (88 ft 1¾ in)
- Višina: 4,71 m (15 ft 5¾ in)
- Površina kril: 76 m² (817,76 ft²)
- Pogon letala: 2 ×  24-valjni obratn V-motorja (dva DB 605 združena skupaj)) Daimler-Benz DB 610A/B, 2133 kW (2900 KM)  vsak

 Zmogljivost 
- Maks. hitrost: 620 km/h (385 mph) na višini 3000 m (9840 ft)
- Doseg: 11024 km (6850 milj)
- Višina leta: 8260 m (27100 ft)